# シン・マギル
シン・マギル（アッカド語: 𒀭𒂗𒍪𒈠𒄫, Dsuen-ma-gir)、dEN.ZU-ma-gir「シンの保持」の意、Sîn-māgir）は、古代メソポタミアの都市国家・イシン第1王朝の王。
在位期間は低年代説によると紀元前1763年から紀元前1753年、中年代説によると紀元前1827年から紀元前1817年。11年間統治していた。

## 略歴
シン・マギルの治世は、ワラド・シンの最後の6年間と、クドゥル・マブクの息子たちとラルサの歴代王であるリム・シン1世の最初の5年間に及び、バビロニアの君主アピル・シンの治世の中に完全に含まれている。煉瓦造りの宮殿の碑文、「建築主任」のIddin-damuや管理者のImgur-Sînなど、彼の献身的な使用人のための印章、「彼の最愛の旅の護衛、長男の母」と呼ばれるlukurの巫女または妾であるNupṭuptumが依頼して、彼の名誉のためにKiritabの女神Aktuppītumのための倉庫の建設を記録した円錐形の碑文など、現在6つの王室の碑文が現存している。
ニップルの北東に位置する都市Dunnumには、Dūr-Sîn-māgir（「シン・マギルは彼の土地の基礎を作る」）と呼ばれる防御壁が建設されたことを示す碑文がある。ニップル自体の支配権はラルサに移った可能性があるが、ワラド・シンと彼の父であるクドゥル・マブクの支配下では、彼の6年目の年名は「（14体の銅像をニップルに持ち込み、金で飾られた3つの玉座をナンナ、ニンガル、ウトゥの神殿に持ち込んだ）」と祝われている。ラルサは、それがダミーク・イリーシュの治世で失われた時からリム・シン1世の9年までニップルを保持した。この碑文が刻まれた円錐の一つは、バビロンのニヌルタ（é-ḫur-sag-tí-la）神殿跡から発見されたものであり、古代の博物館に所蔵されていた可能性が高いと考えられている。Dunnumの都市は、ドゥンヌム王朝神話の目的であったと考えられているが、リム・シンがイシンを征服する前の年に奪われたため、ハンムラビが戦利品としてラルサから円錐を奪ったと推測されている。
倉庫とヤシの木立の販売を記録した個人売買用に提供された2つの法的な石板には 「王がNinkarrak運河を掘った年 」という 未調査の年名が記されている。 別の年号では、「（シン・マギルは）Iturungal運河（古いwadi）のほとりに大規模な要塞（Sîn-māgir-madana-dagal-dagalと呼ばれる）を築いた（Sin-magir-madana-dagal-dagal（シン・マギルは国を広げている）」と記されている。南部の州と東部バビロニアのTuplias近郊の町はいずれもBīt-Sîn-māgirと呼ばれており、彼に敬意を表して名づけられたと推測する歴史家もいる。